# Opercularella belgicae
Opercularella belgicae is een hydroïdpoliep uit de familie Campanulinidae. De poliep komt uit het geslacht Opercularella. Opercularella belgicae werd in 1904 voor het eerst wetenschappelijk beschreven door Hartlaub. 